# Phaio acquiguttata
Phaio acquiguttata là một loài bướm đêm thuộc phân họ Arctiinae, họ Erebidae.